# Монетный закон Германской империи 1871 года
Монетный закон Германской империи 1871 года (нем. Gesetz, betreffend die Ausprägung von Reichsgoldmünzen) — законодательный акт, подписанный германским императором Вильгельмом I и канцлером Отто фон Бисмарком 4 декабря 1871 года, ознаменовавший появление новой денежной единицы — золотой марки.

## Предпосылки создания
Создание в 1871 году нового государства Германской империи требовало введение новой единой валюты. Составляющие части молодой империи использовали местные денежные единицы базирующиеся на Мюнхенском монетном договоре, Дрезденской и Венской монетных конвенциях. Также в империю вошли вольные города Гамбург, Любек и Бремен, которые не подписывали вышеуказанные международные договора и применяли свои собственные системы денежных расчётов.
Описываемое время было также ознаменовано резкими колебаниями соотношения цен серебра и золота. Тенденция к повышению цены золота относительно серебра привела к переходу большинства стран Европы и Америки от серебряного монометаллизма к золотому стандарту.
Монетный закон 1871 года не только вводил единую денежную единицу на территории Германской империи марку, но и ознаменовал переход от серебряного монометаллизма к биметаллизму.

## Содержание закона
Закон состоит из 13 статей.
В первой статье устанавливается вес новых золотых монет империи. Их вес должен исходить из расчёта, чтобы 139,5 монет содержали фунт чистого золота. Согласно ранее подписанной Венской монетной конвенции во всех немецких государствах, которые образовали новую Германскую империю, был принят т. н. «таможенный фунт» (нем. Zollpfund равный 500 г.
Во второй статье устанавливается название новой денежной единицы. Вес десятой части золотой монеты в 1/139,5 фунта чистого золота получила название марки. Сотая часть марки — пфеннига. Таким образом данным законом была введена новая единая валюта для новосозданной Германской империи, которая впоследствии получила название золотой марки.
Третья статья устанавливала вес 20-марочных монет. Их вес должен исходить из расчёта, чтобы 69 3/4 монет номиналом в 20 марок содержали фунт чистого золота.
Если первая и третья статьи устанавливали содержание в монетах чистого золота, то четвёртая посвящена непосредственно составу новых монет. Новые золотые монеты согласно закону должны были чеканить из золота 900 пробы. В нём также была прописана обязательная лигатура — медь. Таким образом новые монеты состояли из 900 частей чистого золота и 100 меди.
Пятая статья определяла внешний вид монет. На одной стороне согласно закону должен быть помещён герб Германской империи, указание номинала в марках, год чеканки. Другая сторона должна содержать изображение местного правителя одного из германских государств, которые вошли в новосозданную империю, либо герб вольных городов-государств, которые также были присоединены к Германской империи. Также лицевая сторона монеты должна была содержать соответствующую надпись характеризующую изображение, а также знак монетного двора.
Шестая статья возлагает ответственность за чеканку новых монет на имперское правительство. Более того он напрямую указывает, что чеканка монет с изображениями правителей земель, которые не имеют собственного монетного двора должна быть произведена в других землях. Это привело к тому, что за время существования Германской империи было выпущено множество типов монет с изображениями правителей и гербов вольных городов всех 25 составляющих империю земель.
Седьмая статья определяла допустимый ремедиум в 0,25 % от общего веса монеты.
Восьмая статья определяла курс обмена новой денежной единицы на старые. Следует учитывать, что на территории мелких немецких государств циркулировали собственные валюты. Создание единой империи предполагало создание единой денежной единицы и соответственно демонетизацию таперов, гульденов и других локальных единиц расчета. Согласно закону устанавливался следующие курс — 10 марок соответствовали 3 1/3 союзных талера, 5 южнонемецких гульдена и 50 крейцерам, 8 маркам и 51⁄3 шиллинга гамбургской и любекской денежных систем, 3 1⁄93 бременских золотых талера.
Девятая статья описывает механизм расчетов и замены стертых вследствие длительного нахождения в обиходе монет.
Десятая статья запрещала чеканку каких-либо других золотых монет на территории Германской империи. Также она подготавливала законодательную базу для полной замены циркулировавших не территории немецких государств денежных единиц. В частности им было запрещена дальнейшая чеканка серебряных монет больших номиналов. Следует отметить, что серебряные монеты мелких номиналов (серебряные грошены) продолжали чеканить вплоть до 1873 года.
Согласно одиннадцатой статье, все ранее циркулировавшие на территории германских государств золотые монеты подлежали обмену на новые по курсу обусловленному содержанием в них чистого золота и переплавке.
Двенадцатая статья определяет эталон при чеканке монет. Тринадцатая статья в отличие от предыдущих никаких реальных последствий не имел и разрешал чеканить на территории королевства Бавария монеты номиналом в полпфеннига, которые так никогда и не появились.

## Последствия
Подписание закона ознаменовало появление новой денежной единицы — золотой марки. Также закон закладывал основы для перехода к золотому стандарту, который просуществовал в Германской империи вплоть до начала Первой мировой войны. Изданный менее чем через 2 года монетный закон 1873 года основывался на законе 1871 года и окончательно закрепил введение золотого монометаллизма, а также законодательно определил основные характеристики разменных серебряных, никелевых и медных монет.